# Dasycyrton gibbosus
Dasycyrton gibbosus là một loài ruồi trong họ Asilidae. Dasycyrton gibbosus được Philippi miêu tả năm 1865.